# Mount Honey
Mount Honey ist der höchste Berg auf der zu Neuseeland gehörenden Insel Campbell Island im Südpazifik.

## Geographie
Der 558 m hohe Mount Honey befindet sich im Südosten der rund 655 km südlich der Südinsel von Neuseeland liegenden Insel Campbell Island. Die stark zerklüftete Insel mit ihren steilen und schroffen Hängen, erhebt sich im Norden mit dem Mount Fizeau bis zu 472 m aus dem Meer, im Westen mit dem Mount Paris bis zu 466 m und Mount Duma bis zu 500 m. Der Mount Honey ist mit seiner Höhe und seinem Umfang der größte Berg der Insel.